# Ley de Hubble-Lemaître
La ley de Hubble-Lemaître publicada en inglés en el siglo XX por Edwin Hubble en 1929, y descubierta y publicada en francés en 1927 por George Lemaître, anteriormente llamada ley de Hubble, es una ley de la física que establece que el corrimiento al rojo (velocidad de recesión) de una galaxia es proporcional a la distancia a la que está, lo que es lo mismo que expresar que cuanto más lejos se encuentra una galaxia de otra, más rápidamente aparenta alejarse con respecto a ella. Se considera la primera evidencia observacional del paradigma de la expansión del universo y actualmente sirve como una de las piezas más citadas como prueba de soporte de la teoría de la Gran Explosión (Big Bang).[cita requerida]
Según esta ley, una medida de la inercia de la expansión del universo viene dada por la constante de Hubble. A partir de esta relación observacional, se puede inferir que las galaxias se alejan unas de otras a una velocidad proporcional a su distancia, relación más general que se conoce como relación velocidad-distancia y que a veces se confunde con la ley de Hubble. Tampoco hay que malinterpretar la relación velocidad-distancia. No consiste en que cuanto más lejos esté una galaxia más rápido se aleja de nosotros. Según esto, al alejarse la galaxia, esta iría aumentando de velocidad, pues está más lejos que antes. No es así. La relación velocidad-distancia, derivada de la ley de Hubble, dice que cuanto más lejos está ahora una galaxia más rápido se aleja ahora de nosotros. Aunque todas las galaxias fueran reduciendo paulatinamente su velocidad de alejamiento (actualmente, parece que ocurre todo lo contrario), se seguiría cumpliendo que la velocidad de una galaxia lejana es mayor que la de una cercana, manteniendo siempre una proporcionalidad velocidad-distancia.[cita requerida]
La ley de Hubble-Lemaître dice que en cada momento de la historia del Universo hay una proporcionalidad entre el corrimiento al rojo y la distancia (consecuentemente, también entre velocidad y distancia) pero no dice, en sí misma, cómo evoluciona el Universo. No dice si la expansión se acelera, se frena o si permanece constante. Los cálculos más recientes de la constante, utilizando los datos del satélite WMAP, empezaron en el 2003 y permitieron dar el valor de 71 ±4 km⋅s−1⋅Mpc−1 para esta constante, lo que supone que el Universo tiene una edad de 13 781.31 millones de años. En el 2006, los nuevos datos aportados por este satélite dieron el valor de 70 km⋅s−1⋅Mpc−1, +2.4/−3.2, por lo que el Universo tendría una edad de 13 978.18 millones de años. Ambas medidas son cercanas a los 14 000 millones, por lo que es esa cifra aproximada la que se da muchas veces. En agosto del 2006, una medida menos precisa se obtuvo de manera independiente utilizando datos del Observatorio de rayos X Chandra orbital de la NASA: 77 ±15 km⋅s−1⋅Mpc−1.
1 Mpc (un megaparsec) = 3.2616 millones de años luz o  3.085 711 8 × 1022 m.
Actualmente, una galaxia situada a una distancia de 3.26 millones de años luz se alejaría a una velocidad de unos 70 km/s (ignorando los movimientos propios peculiares de las galaxias provocados por la gravedad de otras galaxias dentro de su cúmulo y su supercúmulo).[cita requerida]

## Antecedentes
Una década antes de que Edwin Hubble hiciera sus observaciones, varios físicos y matemáticos habían establecido una teoría consistente de la relación entre el espacio y el tiempo utilizando las ecuaciones de campo de Einstein de la relatividad general. Aplicando los principios generales a la naturaleza del Universo, se produjo una solución dinámica que chocó con la noción entonces prevaleciente de un universo estático.
En 1922 Alexander Friedmann halló sus ecuaciones a partir de las ecuaciones de campo de Einstein, demostrando que el Universo se puede expandir a una velocidad calculable por las ecuaciones. El parámetro utilizado por Friedman se conoce actualmente como el factor de escala, con el que puede considerarse una forma invariante en escala de la constante de proporcionalidad de la ley de Hubble. Georges Lemaître encontró, de manera independiente, una solución similar en 1927. Las ecuaciones de Friedmann se obtienen insertando la métrica de un universo homogéneo e isótropo en las ecuaciones de campo de Einstein para un fluido con una densidad y una presión dadas. Esta idea de un espacio-tiempo expandiéndose conduciría, con el tiempo, a las teorías cosmológicas del Big Bang y del estado estacionario.[cita requerida]
Antes de la aparición de la cosmología moderna había una gran discusión sobre el tamaño y la forma del Universo. En 1920 tuvo lugar el famoso debate Shapley-Curtis entre Harlow Shapley y Heber D. Curtis sobre el tema. Shapley apoyaba la idea de un pequeño universo del tamaño de la Vía Láctea, y Curtis argumentaba que el universo es mucho mayor. El objeto del debate terminó por resolverse en la década siguiente con las observaciones mejoradas de Hubble.
Edwin Hubble pasó gran parte de su trabajo profesional en la astronomía observacional en el observatorio Monte Wilson, el telescopio más potente del mundo en ese momento. Sus observaciones de las estrellas variables cefeidas en nebulosas espirales le permitieron calcular las distancias a estos objetos. Sorprendentemente, se descubrió que estos objetos estaban a distancias que los ubicaban fuera de la Vía Láctea. Las nebulosas se describieron por primera vez como «islas de universos» y solo después de dicho descubrimiento se las empezó a calificar como galaxias. 
En la década de 1920 Hubble combinó estas medidas de distancias de galaxias con las medidas de Vesto Slipher a partir del corrimiento al rojo, debido a la recesión o alejamiento relativo entre ellas según el efecto Doppler. Hubble descubrió entre ambas magnitudes una relación lineal, es decir, cuanto más lejos se halla una galaxia, mayor es su corrimiento al rojo. Al coeficiente de proporcionalidad se le denomina constante de Hubble, H0.  Aunque había una dispersión considerable (ahora se sabe que se debe a la velocidad peculiar), Hubble pudo dibujar una tendencia lineal de 46 galaxias que él había estudiado, y obtuvo un valor para la constante de Hubble de 500 km⋅s−1⋅Mpc−1 (mucho mayor que el valor aceptado actualmente, debido a los errores en sus calibraciones de la distancia). En 1958 se obtuvo la primera gran estimación de H0, 75 km⋅s−1⋅Mpc−1, que fue publicada por Allan Sandage.[cita requerida]
Esta relación se interpretó como una prueba de que el Universo estaba en expansión, aunque Hubble personalmente dudó de dicha interpretación. Posteriormente los modelos teóricos cosmológicos basados en la teoría de la relatividad general de Albert Einstein permitieron explicar esta expansión, ya que surge de forma natural a partir de las ecuaciones de campo de la teoría. El propio Einstein, quien creía en un principio en un universo estático, introdujo de forma artificial un término extra a estas ecuaciones, denominado constante cosmológica, para evitar el fenómeno de la expansión. Tras los resultados publicados por Hubble, Einstein se retractó y retiró este término, al que denominó «el mayor error de mi carrera». Einstein haría un famoso viaje a Monte Wilson en 1931 para agradecer a Hubble que proporcionara las bases observacionales de la cosmología moderna.[cita requerida]

## El valor de la constante de Hubble y la edad del universo
Durante el siglo XX una de las prioridades de la cosmología fue el cálculo de la constante de Hubble. Los primeros cálculos realizados por Hubble se basaban en los datos de corrimiento al rojo de 46 galaxias, y daban un valor de unos 500 km⋅s−1⋅Mpc−1, según los cuales el universo tendría solo 2000 millones de años, un valor insuficiente ya en esa época, pues por los isótopos de las rocas se sabía que la edad de la Tierra era de unos 4500 millones de años. En 1956, Allan Sandage determinó el valor en 180 km⋅s−1⋅Mpc−1. Dos años después el propio Sandage publicó un artículo con el valor de 75 km⋅s−1⋅Mpc−1, muy cercano al valor actual. Sin embargo, a principios de los 70 el valor estimado de H0 variaba desde los 50 km⋅s−1⋅Mpc−1 hasta los 100 km⋅s−1⋅Mpc−1, según el método empleado. Según estos datos, la edad estimada del universo iba desde los 10 000 millones de años hasta los 20 000 millones de años, aproximadamente.
Evidentemente, se trataba de una incertidumbre excesiva que era preciso corregir. Los errores en la estimación de H0 se debían principalmente a limitaciones instrumentales, por lo que cuando se lanzó el telescopio espacial Hubble, una de sus prioridades fue la determinación de H0, en el marco del denominado Hubble Space Telescope Key Project, aprovechando las excepcionales capacidades de este instrumento. En 2001 se publicaron los resultados de este proyecto tras varios años de estudio, que arrojaron un valor para H0 de 72 ±8 km⋅s−1⋅Mpc−1, según el cual la edad del universo debía ser de unos 10 000 millones de años, insuficiente para dar cuenta de las estrellas más antiguas de los cúmulos globulares, con una edad de unos 14 000 millones de años. Sin embargo, al mismo tiempo, observaciones de supernovas lejanas revelaron que existe algún otro factor que impulsa la expansión del universo que se ha denominado energía oscura. En concreto, la expansión del universo se está acelerando debido a la acción de la energía oscura, por lo que la edad del Universo tomando en cuenta esta aceleración se acerca a los 14 000 millones de años, lo que está de acuerdo con la edad de las estrellas más antiguas.
En 2001 se lanzó el satélite WMAP, destinado al estudio de la radiación de fondo de microondas. Esta radiación aporta datos sobre el universo primigenio, incluido el valor de H0, por lo que al estudiarla los cosmólogos disponen de un segundo método alternativo al corrimiento al rojo de galaxias para el cálculo de H0. En 2003 se publicaron los primeros resultados del WMAP, que daban un valor de 71 ±4 km⋅s−1⋅Mpc−1 para H0. En 2006, algunos análisis más detallados de los datos han permitido estimar H0 en 70 km⋅s−1⋅Mpc−1, +2.4/-3.2, y ésta es la medida de la constante de Hubble de mayor precisión obtenida hasta la fecha. El doctor Adolfo Moran, de la World Physics Society, halló la cantidad de 96.8 km⋅s−1⋅Mpc−1 como valor más exacto de la constante de Hubble, lo que arrojaría una edad del Universo de poco más de diez mil millones de años.
También en 2006 el telescopio espacial de rayos X Chandra calculó H0 mediante otro método independiente, y obtuvo el valor de 77 km⋅s−1⋅Mpc−1.
El 5 de mayo del 2009 un equipo liderado por Adam Riess, utilizando el telescopio Hubble, anunció una medición que arrojaba un valor para la constante de 74.2 ±3.6 km⋅s−1⋅Mpc−1. Esta medición tiene un margen de error inferior al 5 %.
El 25 de julio de 2011 Florian Beutler, estudiante de doctorado del International Centre for Radio Astronomy Research (ICRAR) en Australia, luego de analizar más de 125.000 galaxias logró una nueva medida, 67.0 ±3.2 km⋅s−1⋅Mpc−1.
Finalmente, en marzo de 2014 la misión espacial Planck publicó lo que actualmente es el mejor valor disponible, siendo éste H0 = 67.3 ±1.2 km⋅s−1⋅Mpc−1, gracias al estudio de la radiación de fondo de microondas.
En 2017, con la detección de las Ondas gravitacionales y las correspondiente contrapartida óptica de la fuente de GW170817, por fusión de dos estrellas de neutrones, se estimó un valor de {\displaystyle H_{0}=70_{-8}^{+12}} km⋅s−1⋅Mpc−1 (al 68 % CL), compatible con el resto de medidas y de gran valor al no utilizar ninguna otra fuente de distancias empleada para el resto de medidas.
En 2018 se publicó el estudio de un nuevo cálculo independiente de la constante de Hubble a partir del efecto lente gravitacional que provocó la aparición de la 5.ª imagen de la SN Refsdal. El valor obtenido es {\displaystyle H_{0}=64_{-11}^{+9}} km⋅s−1⋅Mpc−1 compatible con los valores publicados por Planck Collaboration en 2015.

## El valor de la constante de Hubble en la teoría del universo onda
La teoría del universo onda dice que nuestro universo es una onda 3D que se ha producido en una brana 4D debido a una perturbación, un choque entre branas. Al igual que una piedra al caer en la superficie de un estanque (2D) genera una onda (1D), en el Omniverso existía una brana 4D y en ella se produjo una perturbación de algún tipo que provocó una onda 3D.
Nuestro universo es esa onda. No el interior de la onda, lo que va quedando detrás, sino el mismo frente de onda. Siendo así, es muy fácil calcular el valor de la constante de Hubble en cualquier momento de la historia. El problema es el mismo que calcular a qué velocidad crece la longitud de una onda circular entre dos puntos cualesquiera de la misma.
Si la onda nació en una perturbación que se produjo hace 13.7 giga años y avanza a la velocidad de la luz, el tamaño actual de la onda será de 13.7 × 2π = 86 gigaaños luz (Gal).
El punto más lejano de nuestra posición en la onda está en nuestras antípodas, a 43 Gal.
Como la onda sigue avanzando, la longitud máxima del Universo sigue creciendo y la distancia entre dos puntos cualesquiera del Universo aumentará a un ritmo determinado por la distancia original entre ambos puntos.
Para dos cuerpos situados a cualquier distancia, la distancia aumentará a:
H = c/r = 300 000 km/s / 13 700 megaaños luz = 21.9 km⋅s−1⋅Mal−1.
Esta cantidad, 21.9, es la constante de Hubble expresada en km⋅s−1⋅Mal−1. Si queremos traducirla a km⋅s−1⋅Mpc−1, tenemos que multiplicarla por 3.26, lo que nos da un total de 71.39 km⋅s−1⋅Mpc−1, más parecido a las unidades que suelen usar los astrónomos.
Ya sea que se utilice el incremento por megaaño (Mal) luz o por megaparsec (Mpc), la constante de Hubble es la misma aunque, como es fácil comprobar, la constante de Hubble no es constante, sino que varía con el radio del Universo, y por tanto con su edad. Para calcular la constante H en cualquier época del Universo, solo hay que calcular c/r.

## Expresión matemática de la ley de Hubble

El destino final del Universo y la edad del Universo pueden obtenerse midiendo la constante de Hubble actual y extrapolando con el valor observado del parámetro de deceleración, caracterizado de forma única por valores de parámetros de densidad. En particular, la forma del universo viene dada por la «densidad de curvatura», donde es la curvatura espacial y es el valor actual de la constante de Hubble. Un «universo cerrado» (, o bien) evoluciona hacia un final tipo Big Crunch y es considerablemente más joven que su edad de Hubble. Un «universo abierto» (, o bien) se expande para siempre y, si además es plano (, o bien), tiene una edad que está cerca de su edad de Hubble. Para el Universo acelerante en el que habitamos, la edad del Universo está coincidentemente cercana a la edad de Hubble.

La ley de Hubble puede expresarse así:

{\displaystyle z={\frac {\lambda _{1}-\lambda _{2}}{\lambda _{2}}}={\frac {H_{0}}{c}}D}

siendo
{\displaystyle z\,}, el corrimiento al rojo, un número adimensional que es la razón entre las longitudes de onda en el punto de emisión y recepción.
{\displaystyle D\,}, la distancia actual a la galaxia en megapársecs (Mpc).
{\displaystyle H_{0}\,}, la constante de Hubble en el momento de la observación
{\displaystyle c\,}, la velocidad de la luz (en el vacío).
Y la relación velocidad-distancia —más general y muchas veces confundida con la ley de Hubble— puede formularse así:

{\displaystyle v=H_{0}\cdot D}

siendo
{\displaystyle v} la velocidad de recesión debida a la expansión del universo (generalmente en km/s).
La relación velocidad-distancia puede derivarse suponiendo que el Universo es homogéneo (las observaciones realizadas desde todos los puntos son las mismas) y se expande (o contrae).
Estrictamente hablando, ni {\displaystyle v} ni {\displaystyle D} en la fórmula son directamente observables, porque desde el momento en que la luz se emitió hasta el momento de la observación el Universo ha cambiado de tamaño. Para galaxias relativamente cercanas (con {\displaystyle z} mucho menor que la unidad), {\displaystyle v} y {\displaystyle D} no habrán cambiado mucho, y {\displaystyle v} se puede estimar utilizando la fórmula {\displaystyle v=zc}, donde {\displaystyle c} es la velocidad de la luz. Ésta es de hecho la relación empírica encontrada por Hubble. Para galaxias distantes, {\displaystyle v} (o {\displaystyle D}) no se pueden calcular a partir de {\displaystyle z} sin especificar un modelo detallado de cómo cambia {\displaystyle H} con el tiempo. El desplazamiento al rojo no está directamente relacionado con la velocidad de recesión en el momento en que la luz salió, pero tiene una interpretación simple: {\displaystyle (1+z)} es el factor por el que el Universo se ha expandido mientras el fotón estaba viajando hacia el observador.
Si se utiliza la ley de Hubble para determinar distancias, solo se puede utilizar la velocidad debida a la expansión del Universo. Como las galaxias interaccionando gravitacionalmente se mueven relativamente las unas con las otras independientemente de la expansión del Universo, estas velocidades relativas, llamadas velocidades peculiares, necesitarían tenerse en cuenta para aplicar la ley de Hubble correctamente. Si la velocidad peculiar de una galaxia es {\displaystyle V}, entonces la relación velocidad-distancia debe expresarse así:
{\displaystyle v=H\cdot D+V}